# Prataprajella
Prataprajella — рід грибів родини Meliolaceae. Назва вперше опублікована 1992 року.